# 2. ŽNL Osječko-baranjska NS Valpovo – Donji Miholjac 2015./16.
Ligu je osvojila NK Drava Nard, ali je odustala od promocije u 1. ŽNL Osječko-baranjsku. Iz lige su u 3. ŽNL Osječko-baranjsku ispali NK Hajdin Cret i NK Kućanci.

## Tablica
| Mj. | Klub                            | Sus. | Pobj. | Ner. | Por. | GR.    | Bod.       |
| --- | ------------------------------- | ---- | ----- | ---- | ---- | ------ | ---------- |
| 1.  | NK Drava Nard                   | 30   | 23    | 5    | 2    | 94:23  | 74         |
| 2.  | NK Hajduk Marijanci             | 30   | 17    | 7    | 6    | 51:29  | 58         |
| 3.  | NK Viljevo                      | 30   | 17    | 5    | 8    | 72:46  | 55 (-1) ↓1 |
| 4.  | NK BSK Termia Bizovac           | 30   | 14    | 7    | 9    | 80:48  | 48 (-1) ↓2 |
| 5.  | NK Graničar Šljivoševci         | 30   | 13    | 8    | 9    | 47:43  | 47         |
| 6.  | NK Gat                          | 30   | 13    | 6    | 11   | 70:41  | 45         |
| 7.  | NK Bratstvo Radikovci           | 30   | 12    | 8    | 10   | 52:43  | 44         |
| 8.  | NK Zelčin                       | 30   | 12    | 8    | 10   | 56:52  | 43 (-1) ↓3 |
| 9.  | NK Dubrava Ivanovci             | 30   | 13    | 4    | 13   | 49:51  | 43         |
| 10. | NK Satnica                      | 30   | 11    | 6    | 13   | 51:55  | 39         |
| 11. | NK Mladost Črnkovci             | 30   | 10    | 6    | 14   | 51:56  | 36         |
| 12. | NK Sokol Rakitovica             | 30   | 10    | 5    | 15   | 42:40  | 35         |
| 13. | NK Podravac Podravska Moslavina | 30   | 8     | 6    | 16   | 43:72  | 30         |
| 14. | NK Mladost Harkanovci           | 30   | 9     | 3    | 18   | 36:82  | 30         |
| 15. | NK Hajdin Cret                  | 30   | 8     | 2    | 20   | 40:102 | 26         |
| 16. | NK Kućanci                      | 30   | 5     | 4    | 21   | 37:88  | 19         |

## Rezultati
| NK BSK Termia Bizovac – NK Gat 1:1 NK Satnica – NK Mladost Črnkovci 4:1 NK Podravac Podravska Moslavina – NK Kućanci 2:0 NK Bratstvo Radikovci – NK Mladost Harkanovci 4:0 NK Dubrava Ivanovci – NK Sokol Rakitovica 2:1 NK Graničar Šljivoševci – NK Hajduk Marijanci 0:2 NK Zelčin – NK Drava Nard 0:5 NK Viljevo – NK Hajdin Cret 4:0 | NK Viljevo – NK Zelčin 6:0 NK Drava Nard – NK Graničar Šljivoševci 2:3 NK Hajduk Marijanci – NK Dubrava Ivanovci 1:0 NK Sokol Rakitovica – NK Bratstvo Radikovci 1:1 NK Mladost Harkanovci – NK Podravac Podravska Moslavina 1:2 NK Kućanci – NK Satnica 0:7 NK Mladost Črnkovci – NK BSK Termia Bizovac 2:1 NK Hajdin Cret – NK Gat 1:5  | NK Graničar Šljivoševci – NK Viljevo 5:4 NK Dubrava Ivanovci – NK Drava Nard 0:4 NK Bratstvo Radikovci – NK Hajduk Marijanci 1:1 NK Podravac Podravska Moslavina – NK Sokol Rakitovica 1:3 NK Satnica – NK Mladost Harkanovci 0:0 NK BSK Termia Bizovac – NK Kućanci 4:0 NK Gat – NK Mladost Črnkovci 1:1 NK Zelčin – NK Hajdin Cret 4:1 |
| NK Viljevo – NK Dubrava Ivanovci 2:0 NK Zelčin – NK Graničar Šljivoševci 1:1 NK Drava Nard – NK Bratstvo Radikovci 2:0 NK Hajduk Marijanci – NK Podravac Podravska Moslavina 1:0 NK Sokol Rakitovica – NK Satnica 1:1 NK Mladost Harkanovci – NK BSK Termia Bizovac 1:6 NK Kućanci – NK Gat 1:4 NK Hajdin Cret – NK Mladost Črnkovci 2:6 | NK Bratstvo Radikovci – NK Viljevo 1:4 NK Dubrava Ivanovci – NK Zelčin 3:2 NK Podravac Podravska Moslavina – NK Drava Nard 0:1 NK Satnica – NK Hajduk Marijanci 2:1 NK BSK Termia Bizovac – NK Sokol Rakitovica 3:2 NK Gat – NK Mladost Harkanovci 4:0 NK Mladost Črnkovci – NK Kućanci 2:1 NK Graničar Šljivoševci – NK Hajdin Cret 4:2  | NK Viljevo – NK Podravac Podravska Moslavina 2:2 NK Zelčin – NK Bratstvo Radikovci 2:1 NK Graničar Šljivoševci – NK Dubrava Ivanovci 2:0 NK Drava Nard – NK Satnica 2:0 NK Hajduk Marijanci – NK BSK Termia Bizovac 3:3 NK Sokol Rakitovica – NK Gat 1:0 NK Mladost Harkanovci – NK Mladost Črnkovci 3:1 NK Hajdin Cret – NK Kućanci 5:0 |
| NK Satnica – NK Viljevo 0:0 NK Podravac Podravska Moslavina – NK Zelčin 1:1 NK Bratstvo Radikovci – NK Graničar Šljivoševci 0:0 NK BSK Termia Bizovac – NK Drava Nard 2:1 NK Gat – NK Hajduk Marijanci 1:2 NK Mladost Črnkovci – NK Sokol Rakitovica 2:0 NK Kućanci – NK Mladost Harkanovci 3:2 NK Dubrava Ivanovci – NK Hajdin Cret 0:1 | NK Viljevo – NK BSK Termia Bizovac 4:2 NK Zelčin – NK Satnica 2:1 NK Graničar Šljivoševci – NK Podravac Podravska Moslavina 1:1 NK Dubrava Ivanovci – NK Bratstvo Radikovci 1:0 NK Drava Nard – NK Gat 4:1 NK Hajduk Marijanci – NK Mladost Črnkovci 1:0 NK Sokol Rakitovica – NK Kućanci 2:1 NK Hajdin Cret – NK Mladost Harkanovci 2:2  | NK Gat – NK Viljevo 0:1 NK BSK Termia Bizovac – NK Zelčin 2:2 NK Satnica – NK Graničar Šljivoševci 1:0 NK Podravac Podravska Moslavina – NK Dubrava Ivanovci 2:0 NK Mladost Črnkovci – NK Drava Nard 2:2 NK Kućanci – NK Hajduk Marijanci 1:2 NK Mladost Harkanovci – NK Sokol Rakitovica 2:0 NK Bratstvo Radikovci – NK Hajdin Cret 8:1 |
| NK Viljevo – NK Mladost Črnkovci 1:0 NK Zelčin – NK Gat 4:1 NK Graničar Šljivoševci – NK BSK Termia Bizovac 1:0 NK Dubrava Ivanovci – NK Satnica 2:1 NK Bratstvo Radikovci – NK Podravac Podravska Moslavina 1:1 NK Drava Nard – NK Kućanci 4:3 NK Hajduk Marijanci – NK Mladost Harkanovci 2:0 NK Hajdin Cret – NK Sokol Rakitovica 2:1 | NK Kućanci – NK Viljevo 1:4 NK Mladost Črnkovci – NK Zelčin 4:1 NK Gat – NK Graničar Šljivoševci 4:1 NK Dubrava Ivanovci – NK BSK Termia Bizovac 1:5 NK Satnica – NK Bratstvo Radikovci 1:1 NK Mladost Harkanovci – NK Drava Nard 0:4 NK Sokol Rakitovica – NK Hajduk Marijanci 0:1 NK Podravac Podravska Moslavina – NK Hajdin Cret 7:0  | NK Viljevo – NK Mladost Harkanovci 5:0 NK Zelčin – NK Kućanci 6:1 NK Graničar Šljivoševci – NK Mladost Črnkovci 3:2 NK Dubrava Ivanovci – NK Gat 5:1 NK Bratstvo Radikovci – NK BSK Termia Bizovac 1:1 NK Podravac Podravska Moslavina – NK Satnica 3:1 NK Drava Nard – NK Sokol Rakitovica 3:2 NK Hajdin Cret – NK Hajduk Marijanci 0:2 |
| NK Sokol Rakitovica – NK Viljevo 0:4 NK Mladost Harkanovci – NK Zelčin 2:1 NK Kućanci – NK Graničar Šljivoševci 0:2 NK Mladost Črnkovci – NK Dubrava Ivanovci 1:0 NK Gat – NK Bratstvo Radikovci 1:2 NK BSK Termia Bizovac – NK Podravac Podravska Moslavina 0:3 NK Hajduk Marijanci – NK Drava Nard 0:0 NK Satnica – NK Hajdin Cret 6:1 | NK Viljevo – NK Hajduk Marijanci 2:0 NK Zelčin – NK Sokol Rakitovica 3:1 NK Graničar Šljivoševci – NK Mladost Harkanovci 6:0 NK Dubrava Ivanovci – NK Kućanci 2:0 NK Bratstvo Radikovci – NK Mladost Črnkovci 3:1 NK Podravac Podravska Moslavina – NK Gat 3:3 NK Satnica – NK BSK Termia Bizovac 0:2 NK Hajdin Cret – NK Drava Nard 2:3  | NK Drava Nard – NK Viljevo 3:0 NK Hajduk Marijanci – NK Zelčin 4:1 NK Sokol Rakitovica – NK Graničar Šljivoševci 1:1 NK Mladost Harkanovci – NK Dubrava Ivanovci 0:4 NK Kućanci – NK Bratstvo Radikovci 2:2 NK Mladost Črnkovci – NK Podravac Podravska Moslavina 5:0 NK Gat – NK Satnica 0:1 NK BSK Termia Bizovac – NK Hajdin Cret 7:1 |
| NK Gat – NK BSK Termia Bizovac 0:3 NK Mladost Črnkovci – NK Satnica 4:1 NK Kućanci – NK Podravac Podravska Moslavina 4:0 NK Mladost Harkanovci – NK Bratstvo Radikovci 1:0 NK Sokol Rakitovica – NK Dubrava Ivanovci 1:2 NK Hajduk Marijanci – NK Graničar Šljivoševci 1:2 NK Drava Nard – NK Zelčin 2:0 NK Hajdin Cret – NK Viljevo 2:2 | NK Zelčin – NK Viljevo 4:1 NK Graničar Šljivoševci – NK Drava Nard 1:1 NK Dubrava Ivanovci – NK Hajduk Marijanci 0:0 NK Bratstvo Radikovci – NK Sokol Rakitovica 2:0 NK Podravac Podravska Moslavina – NK Mladost Harkanovci 0:2 NK Satnica – NK Kućanci 1:0 NK BSK Termia Bizovac – NK Mladost Črnkovci 2:0 NK Gat – NK Hajdin Cret 4:0  | NK Viljevo – NK Graničar Šljivoševci 0:0 NK Drava Nard – NK Dubrava Ivanovci 2:0 NK Hajduk Marijanci – NK Bratstvo Radikovci 2:0 NK Sokol Rakitovica – NK Podravac Podravska Moslavina 0:0 NK Mladost Harkanovci – NK Satnica 1:1 NK Kućanci – NK BSK Termia Bizovac 0:0 NK Mladost Črnkovci – NK Gat 2:2 NK Hajdin Cret – NK Zelčin 0:1 |
| NK Dubrava Ivanovci – NK Viljevo 1:1 NK Graničar Šljivoševci – NK Zelčin 1:1 NK Bratstvo Radikovci – NK Drava Nard 0:4 NK Podravac Podravska Moslavina – NK Hajduk Marijanci 0:1 NK Satnica – NK Sokol Rakitovica 1:5 NK BSK Termia Bizovac – NK Mladost Harkanovci 7:1 NK Gat – NK Kućanci 3:0 NK Mladost Črnkovci – NK Hajdin Cret 1:2 | NK Viljevo – NK Bratstvo Radikovci 2:0 NK Zelčin – NK Dubrava Ivanovci 0:0 NK Drava Nard – NK Podravac Podravska Moslavina 10:0 NK Hajduk Marijanci – NK Satnica 4:0 NK Sokol Rakitovica – NK BSK Termia Bizovac 2:0 NK Mladost Harkanovci – NK Gat 0:5 NK Kućanci – NK Mladost Črnkovci 1:1 NK Hajdin Cret – NK Graničar Šljivoševci 1:0 | NK Podravac Podravska Moslavina – NK Viljevo 5:1 NK Bratstvo Radikovci – NK Zelčin 2:2 NK Dubrava Ivanovci – NK Graničar Šljivoševci 3:1 NK Satnica – NK Drava Nard 3:3 NK BSK Termia Bizovac – NK Hajduk Marijanci 2:2 NK Gat – NK Sokol Rakitovica 2:0 NK Mladost Črnkovci – NK Mladost Harkanovci 3:2 NK Kućanci – NK Hajdin Cret 6:1 |
| NK Viljevo – NK Satnica 4:1 NK Zelčin – NK Podravac Podravska Moslavina 5:0 NK Graničar Šljivoševci – NK Bratstvo Radikovci 3:0 NK Drava Nard – NK BSK Termia Bizovac 3:0 NK Hajduk Marijanci – NK Gat 1:1 NK Sokol Rakitovica – NK Mladost Črnkovci 3:1 NK Mladost Harkanovci – NK Kućanci 3:0 NK Hajdin Cret – NK Dubrava Ivanovci 3:7 | NK BSK Termia Bizovac – NK Viljevo 1:4 NK Satnica – NK Zelčin 3:1 NK Podravac Podravska Moslavina – NK Graničar Šljivoševci 0:1 NK Bratstvo Radikovci – NK Dubrava Ivanovci 3:1 NK Gat – NK Drava Nard 0:0 NK Mladost Črnkovci – NK Hajduk Marijanci 1:2 NK Kućanci – NK Sokol Rakitovica 1:0 NK Mladost Harkanovci – NK Hajdin Cret 5:2  | NK Viljevo – NK Gat 3:2 NK Zelčin – NK BSK Termia Bizovac 2:2 NK Graničar Šljivoševci – NK Satnica 2:0 NK Dubrava Ivanovci – NK Podravac Podravska Moslavina 4:2 NK Drava Nard – NK Mladost Črnkovci 6:3 NK Hajduk Marijanci – NK Kućanci 2:2 NK Sokol Rakitovica – NK Mladost Harkanovci 5:0 NK Hajdin Cret – NK Bratstvo Radikovci 0:1 |
| NK Mladost Črnkovci – NK Viljevo 3:0 NK Gat – NK Zelčin 2:0 NK BSK Termia Bizovac – NK Graničar Šljivoševci 4:2 NK Satnica – NK Dubrava Ivanovci 3:0 NK Podravac Podravska Moslavina – NK Bratstvo Radikovci 1:2 NK Kućanci – NK Drava Nard 1:7 NK Mladost Harkanovci – NK Hajduk Marijanci 1:0 NK Sokol Rakitovica – NK Hajdin Cret 5:1 | NK Viljevo – NK Kućanci 2:0 NK Zelčin – NK Mladost Črnkovci 5:1 NK Graničar Šljivoševci – NK Gat 1:6 NK BSK Termia Bizovac – NK Dubrava Ivanovci 8:2 NK Bratstvo Radikovci – NK Satnica 2:0 NK Drava Nard – NK Mladost Harkanovci 6:0 NK Hajduk Marijanci – NK Sokol Rakitovica 0:2 NK Hajdin Cret – NK Podravac Podravska Moslavina 3:0  | NK Mladost Harkanovci – NK Viljevo 3:4 NK Kućanci – NK Zelčin 0:2 NK Mladost Črnkovci – NK Graničar Šljivoševci 0:0 NK Gat – NK Dubrava Ivanovci 2:1 NK BSK Termia Bizovac – NK Bratstvo Radikovci 3:1 NK Satnica – NK Podravac Podravska Moslavina 6:2 NK Sokol Rakitovica – NK Drava Nard 0:1 NK Hajduk Marijanci – NK Hajdin Cret 3:0 |
| NK Viljevo – NK Sokol Rakitovica 1:3 NK Zelčin – NK Mladost Harkanovci 2:1 NK Graničar Šljivoševci – NK Kućanci 2:4 NK Dubrava Ivanovci – NK Mladost Črnkovci 0:0 NK Bratstvo Radikovci – NK Gat 2:1 NK Podravac Podravska Moslavina – NK BSK Termia Bizovac 0:6 NK Drava Nard – NK Hajduk Marijanci 2:0 NK Hajdin Cret – NK Satnica 2:1 | NK Hajduk Marijanci – NK Viljevo 6:4 NK Sokol Rakitovica – NK Zelčin 0:0 NK Mladost Harkanovci – NK Graničar Šljivoševci 2:0 NK Kućanci – NK Dubrava Ivanovci 1:5 NK Mladost Črnkovci – NK Bratstvo Radikovci 1:2 NK Gat – NK Podravac Podravska Moslavina 6:0 NK BSK Termia Bizovac – NK Satnica 2:4 NK Drava Nard – NK Hajdin Cret 6:0  | NK Viljevo – NK Drava Nard 0:1 NK Zelčin – NK Hajduk Marijanci 1:3 NK Graničar Šljivoševci – NK Sokol Rakitovica 1:0 NK Dubrava Ivanovci – NK Mladost Harkanovci 3:1 NK Bratstvo Radikovci – NK Kućanci 9:3 NK Podravac Podravska Moslavina – NK Mladost Črnkovci 5:0 NK Satnica – NK Gat 0:7 NK Hajdin Cret – NK BSK Termia Bizovac 2:1 |